# Flagge von St. Kitts und Nevis
Die Flagge von St. Kitts und Nevis wurde am 19. September 1983 offiziell eingeführt.

## Bedeutung
- Grün steht für die Fruchtbarkeit
- Rot erinnert an den Kampf gegen Sklaverei und Kolonisation zur Erlangung der Freiheit
- Schwarz steht für das afrikanische Erbe des Landes
- Gelb symbolisiert den ganzjährigen Sonnenschein

Die beiden Sterne stehen nicht, wie oft zitiert, für die beiden Inseln, sondern für Hoffnung und Freiheit.

## Geschichte

1:2 Flagge von St. Christopher-Nevis-Anguilla

Am 27. Februar 1967 erhielt St. Christopher-Nevis-Anguilla volle innere Autonomie und nahm eine eigene Flagge an: Eine vertikale Trikolore in Grün, Gelb und Blau mit einer schwarzen Palme im gelben Streifen. Die Farben stehen für die Pflanzenwelt, die tropische Sonne und das Wasser der Karibik. Die Wurzeln der Palme drücken Wachstum aus, die drei Palmwedel stehen für die drei Inseln, die aus einem gemeinsamen Stamm entsprossen. Anguilla trennte sich bereits am 30. Mai 1967 aus dem Bündnis, die Flagge blieb für St. Christopher und Nevis gültig.
Die heutige Nationalflagge des Landes, das nun den Namen St. Kitts und Nevis trägt, wurde von Edrice Lewis-Viechweg entworfen, die an der Irish Town Primary School in Basseterre unterrichtete und heute in Connecticut/USA lebt. Sie gewann einen nationalen Wettbewerb, für den 258 Einsendungen vorlagen.

## Weitere Flaggen von St. Kitts und Nevis
Anfangs benutzte man die Nationalflagge in einem Seitenverhältnis von 1:2 als Kriegsflagge zur See. Der britischen Tradition folgend verwendet St. Kitts und Nevis heute das Georgskreuz (Rotes Kreuz auf weißen Grund) mit der Nationalflagge im Kanton.
Nevis verwendet eine eigene gelbe Flagge mit einem Dreieck und der Nationalflagge im Kanton.

1:2  Kriegsflagge zur See
~3:5  Flagge von Nevis